# La Ventana, Coacoatzintla
La Ventana är en ort i Mexiko.   Den ligger i kommunen Coacoatzintla och delstaten Veracruz, i den sydöstra delen av landet, 230 km öster om huvudstaden Mexico City. La Ventana ligger 2 269 meter över havet och antalet invånare är 153.
Terrängen runt La Ventana är kuperad söderut, men norrut är den bergig. La Ventana ligger uppe på en höjd. Runt La Ventana är det ganska tätbefolkat, med 172 invånare per kvadratkilometer. Närmaste större samhälle är Banderilla, 13,9 km söder om La Ventana. I omgivningarna runt La Ventana växer huvudsakligen savannskog.